# État de Kolhapur

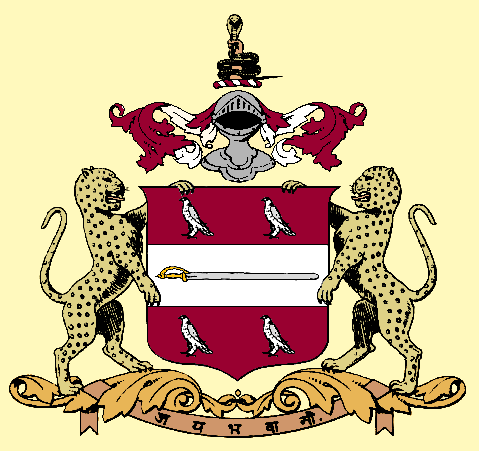
Blason de Kolhapur

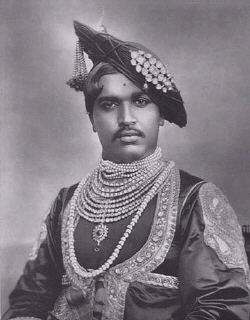
Shahu

Kolhâpur était un État princier des Indes, dirigé par des souverains de la lignée royale de l'ancien Empire marathe, qui portèrent le titre de radjah puis de maharadjah. Cette principauté se maintint jusqu'en 1949 puis fut intégrée dans l'État du Maharashtra.

## Liste des radjahs puis maharadjahs de Kolhâpur

### Radjahs
- 1710-1714 Shivaji Ier (1696-1726)
- 1714-1760 Sambhaji II (en) (1698-1760)
- 1762-1813 Shivaji III (en) (1756-1813)
- 1813-1821 Sambhaji III (en) (1801-1821)
- 1821-1822 Shivaji IV (en) (1816-1822)
- 1822-1838 Shahaji Ier (en) (1802-1838)
- 1838-1866 Shivaji V (en) (1830-1866)
- 1866-1870 Rajaram II (en) (1850-1870)
- 1871-1883 Shivaji VI (en) (1863-1883)
- 1884-1900 Shahu (1874-1922)

### Maharadjahs
- 1900-1922 Shahu (1874-1922)
- 1922-1940 Rajaram III (en) (1897-1940)
- 1941-1946 Shivaji VII (en) (1941-1946)
- 1947-1949 Shahaji II (en) (1910-1983)

### Maharadjahs titulaires
- 1949-1983 Shahaji II (en) (1910-1983)
- Depuis 1983 Shahu II (en) (né en 1948)